# Desperté con un sueño
Desperté con un sueño es una película dramática URUGUAYA de 2022 escrita y dirigida por Pablo Solarz.
La película fue seleccionada para competir en el Festival Internacional de Cine de Berlín de 2023 en la sección Generation Kplus.

## Sinopsis
Felipe tiene un sueño: está en el escenario y actúa apasionadamente mientras su madre, su abuela y su difunto padre forman parte del público y le observan con entusiasmo. Al despertar, la realidad vuelve a atraparle. Forma parte de un grupo de teatro con sus amigos, por las noches escribe sus propias obras, pero oculta a su madre que está tomando clases de interpretación. Porque en su realidad no hay lugar para esos sueños, y a Mara no le gusta que se hable de teatro. Cuando Felipe es invitado a una audición y se enfrenta a secretos y engaños familiares, las líneas entre sueño y realidad, verdad y mentira, dramas y vida real se vuelven cada vez más difusas.

## Reparto
- Lucas Ferro como Felipe Zavala
- Romina Peluffo como Mara
- Mirella Pascual como Sonia
- Mariana Swilevitz como Amparo Aguilar
- Ema Sena como Micaela

## Premios y nominaciones
| Año  | Premio/Festival de Cine | Fecha del evento               | Categoría  | Nominado                   | Resultado | Ref.  |
| ---- | ----------------------- | ------------------------------ | ---------- | -------------------------- | --------- | ----- |
| 2023 | Festival de Berlín      | 15 de febrero al 25 de febrero | Encuentros | Adentro mío estoy bailando | Nominado  | [ 1 ] |